# Daniel Webster
Daniel Webster (n. 18 ianuarie 1782, Salisbury⁠(d), New Hampshire, SUA – d. 24 octombrie 1852, Marshfield⁠(d), Massachusetts, SUA) a fost un om politic american, membru al ambelor camere ale Congresului și secretar de stat al Statelor Unite ale Americii. 
Comitatul Webster din statul american Georgia a fost numit după el.